# 사우스티퍼레리주

사우스티퍼레리 주의 위치

사우스티퍼레리주(영어: South Tipperary, 아일랜드어: Tiobraid Árann Theas 투브라드 아란 헤스)는 아일랜드에 있던 주로 주도는 클론멜이며 면적은 2,257km2, 인구는 88,433명(2011년 기준)이다. 2014년 사우스티퍼레리 주와 노스티퍼레리 주가 티퍼레리주로 통합되면서 소멸되었다.